# Мовиљанка (Јаломица)
Мовиљанка (рум. Movileanca) насеље је у Румунији у округу Јаломица у општини Радулешти. Oпштина се налази на надморској висини од 82 m.

## Становништво
Према подацима из 2002. године у насељу је живело 37 становника, од којих су сви румунске националности.